# Molly Peters
Molly Peters (ur. 15 marca 1942 w Walsham-le-Willows, zm. 30 maja 2017) – angielska aktorka i modelka. Była dziewczyną Jamesa Bonda w filmie Operacja Piorun.

## Życiorys
Karierę zaczynała jako modelka. Jej talent odkrył Terence Young, obsadzając ją w trzecim kręconym przez siebie filmie o Jamesie Bondzie Operacja Piorun z 1965. Zagrała w nim rolę Patricii Fearing, pielęgniarki, która opiekowała się głównym bohaterem filmu, gdy ten przebywał na wakacjach w uzdrowisku. Peters była pierwszą aktorką, która zdjęła ubrania przed kamerą w serii filmów o Bondzie, co spotkało się z licznymi głosami krytyki. Twórcy filmu musieli zrezygnować z kilku scen Peters i Seana Connery’ego, aby produkcja mogła wejść do brytyjskich kin bez kategorii dla dorosłych. Pozowała również dla magazynu „Playboy” w wydaniu z listopada 1965. Sesja stanowiła część ilustrowanego eseju Richarda Maibauma „James Bond’s Girls”.
Występ w znanej produkcji nie przełożył się na dynamiczny rozwój kariery aktorskiej Peters. Ostatnią rolę zagrała w Don’t Raise the Bridge, Lower the River z 1968.

## Filmografia
| Rok  | Tytuł                                   | Rola              | Uwagi                   | Źr    |
| ---- | --------------------------------------- | ----------------- | ----------------------- | ----- |
| 1964 | Peter Studies Form                      | Mollie Peters     |                         | [ 6 ] |
| 1965 | Operacja Piorun                         | Patricia Fearing  | tyt. oryg.: Thunderball | [ 7 ] |
| 1966 | Das Geheimnis der gelben Mönche         | Vera              |                         | [ 6 ] |
| 1967 | The Naked World of Harrison Marks       | Ona sama          |                         | [ 6 ] |
| 1968 | Don’t Raise the Bridge, Lower the River | Sekretarka Heatha |                         | [ 6 ] |

## Telewizja
| Rok  | Tytuł                              | Rola             | Uwagi                                        | Źr    |
| ---- | ---------------------------------- | ---------------- | -------------------------------------------- | ----- |
| 1966 | Das Experiment                     | Młoda dziewczyna |                                              | [ 6 ] |
| 1967 | Armchair Theatre                   | Kelnerka         |                                              | [ 6 ] |
| 1967 | Baker’s Half-Dozen                 | Dziewczyna       |                                              | [ 6 ] |
| 1995 | Behind the Scenes with Thunderball | Ona sama         | Krótkometrażowa dokument o Terence’ie Youngu | [ 6 ] |
| 2000 | Terence Young: Bond Vivant         | Ona sama         | Dokument o pracy na planie Operacji Piorun   | [ 6 ] |